# Ruta 623 (Costa Rica)
La Ruta 623, oficialmente Ruta Nacional Terciaria 623, es una ruta nacional de Costa Rica ubicada en las provincias de Guanacaste y Puntarenas.

## Descripción
En la provincia de Guanacaste, la ruta atraviesa el cantón de Nandayure (los distritos de San Pablo, Bejuco).
En la provincia de Puntarenas, la ruta atraviesa el cantón de Puntarenas (el distrito de Lepanto).